# رستم امیر بختیار
رستم امیر بختیار (زاده ۱۲۹۸ منطقه بختیاری - درگذشته ؟) سیاست‌مدار ایرانی بود، که در دوره نوزدهم و بیستم مجلس شورای ملی ایران بعنوان نماینده شهرکرد از استان چهارمحال و بختیاری در مجلس شورای ملی حضور داشت. وی فرزند یوسف خان امیر مجاهد (برادر علیقلی خان سردار اسعد و از مشروطه‌خواهان) بود.